# Trichophyton equinum
Trichophyton equinum är en svampart. Trichophyton equinum ingår i släktet Trichophyton och familjen Arthrodermataceae.

## Underarter
Arten delas in i följande underarter:
- autotrophicum
- equinum